# Zima (singel Agnieszki Chylińskiej)
Zima − drugi singel polskiej piosenkarki Agnieszki Chylińskiej z 2010 roku promujący jej album Modern Rocking. Mimo zapowiedzi do piosenki nie został zrealizowany teledysk.

## Notowania
| Notowanie (2010) | Prowadzenie | Pozycja |
| ---------------- | ----------- | ------- |
| POPLista         | RMF FM      | 3       |